# فيزياء المسرعات

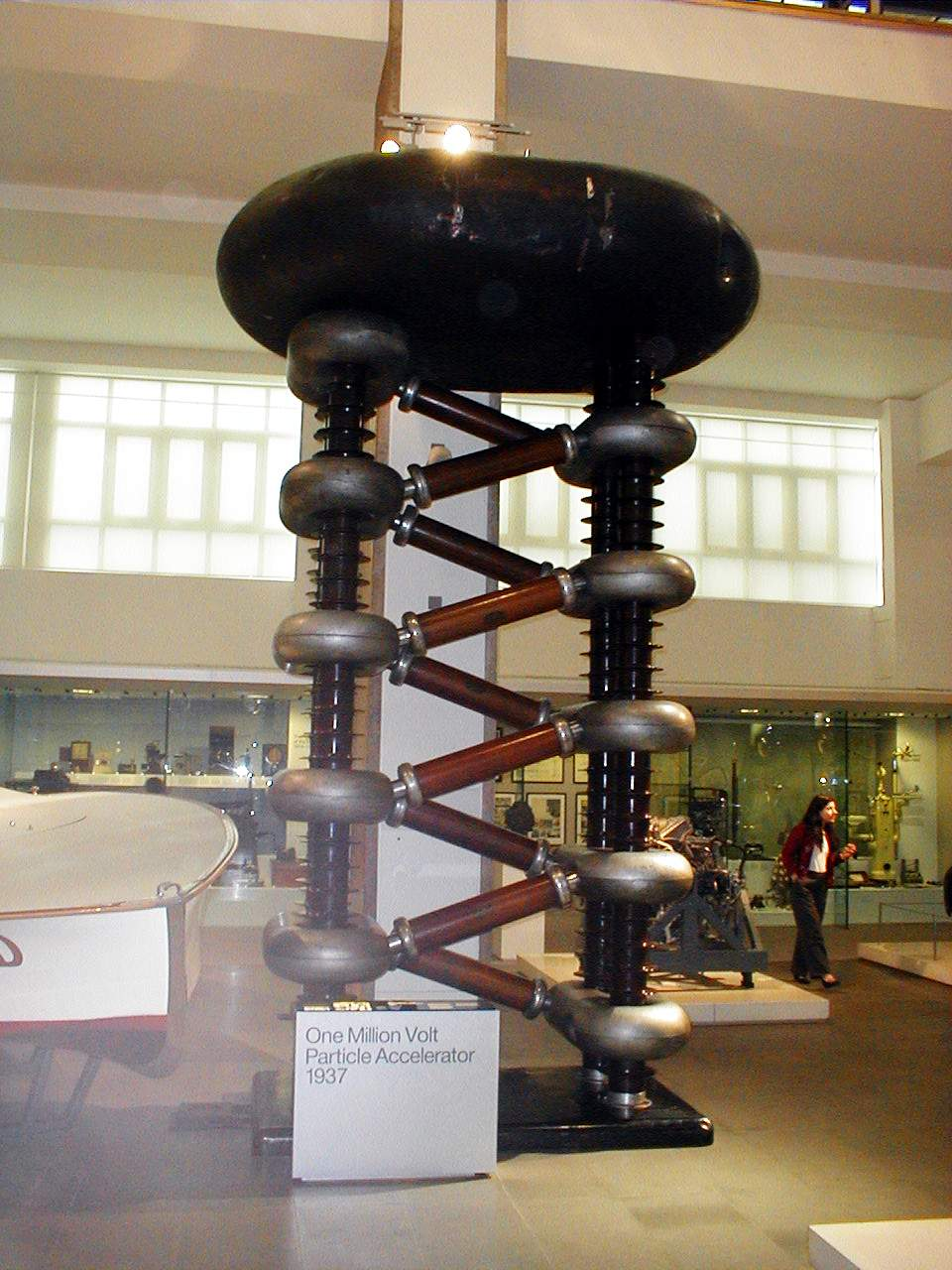

فيزياء المسرعات أو فيزياء المعجلات Accelerator physics هي فرع الفيزياء الذي يتعامل مع مشكلة بناء وتشغيل مسرعات الجسيمات.
التجارب التي تجرى ضمن مسرعات الجسيمات لا تعتبر جزءا من فيزياء المسرعات. بل تعتبر حسب هدف التجربة ضمن فيزياء الجسيمات، أو الفيزياء النووية، أو فيزياء المادة المكثفة أو فيزياء المواد.. الخ. بالإضافة إلى بعض علوم وحقول تقنية أخرى. نمط التجارب التي تتم ضمن مسرع جسمات معين و/أو استخداماتها تتحدد بشكل كبير بخواص المسرع نفسه، مثل الطاقة (لكل جسيم)، نمط الجسيمات، شدة الحزمة، نوعية الحزمة، الخ. تتم الحسابات عادة وفق الميكانيك الهاملتوني النسبي.